# Michael Paul Chan
Michael Paul Chan (San Francisco, 26 giugno 1950) è un attore statunitense.

## Biografia
Cinese americano di terza generazione, nato in California, Michael Paul è uno dei membri fondatori della Asian American Theater Company.
I ruoli televisivi più recenti interpretati da Michael includono quello del giudice Lionel Ping in Arrested Development - Ti presento i miei, Robbery Homicide Division e il tenente Michael Tao in The Closer e in Major Crimes per il canale TNT. Andando indietro nel tempo, ha recitato nel ruolo ricorrente di Mr. Chong in Blue Jeans e ha interpretato l'allibratore Andy nella soap opera Febbre d'amore.
Per quanto riguarda il cinema, è stato suo il ruolo del Dottor Lee in Batman & Robin di Joel Schumacher. Ha interpretato il Dottor Louis Rob nel film Mrs. Harris, ed è anche apparso nel lungometraggio indipendente del 2006 Americanese. Nel 1993, ha recitato nel ruolo del proprietario di un alimentari nel film Un giorno di ordinaria follia, insieme a Michael Douglas. Nello stesso anno ha ottenuto il ruolo di Harold, marito di Lena St. Clair, nel film di Wayne Wang Il circolo della fortuna e della felicità.
Nel 1994, Michael ha interpretato il personaggio di Roberts in un episodio della serie televisiva Babylon 5, intitolato Preghiera di guerra.

## Vita privata
Dal 1975 è sposato con Christina Ann e ha un figlio.

## Filmografia parziale

### Cinema
- Strade violente (Thief), regia di Michael Mann (1981)
- Runaway, regia di Michael Crichton (1984)
- I Goonies (The Goonies), regia di Richard Donner (1985)
- Quicksilver - Soldi senza fatica (Quicksilver), regia di Thomas Michael Donnelly (1986)
- Drago d'acciaio (Rapid Fire), regia di Dwight H. Little (1992)
- Un giorno di ordinaria follia (Falling Down), regia di Joel Schumacher (1993)
- Caccia mortale (Joshua Tree), regia di Vic Armstrong (1993)
- Il circolo della fortuna e della felicità (The Joy Luck Club), regia di Wayne Wang (1993)
- Tra cielo e terra (Heaven & Earth), regia di Oliver Stone (1993)
- Maverick, regia di Richard Donner (1994)
- Gli immortali (The Immortals), regia di Brian Grant (1995)
- Batman Forever, regia di Joel Schumacher (1995)
- The Protector, regia di Jack Gill (1997)
- Batman & Robin, regia di Joel Schumacher (1997)
- U.S. Marshals - Caccia senza tregua (U.S. Marshals), regia di Stuart Baird (1998)
- Molly, regia di John Duigan (1999)
- Insider - Dietro la verità (The Insider), regia di Michael Mann (1999)
- The Big Tease, regia di Kevin Allen (1999)
- Indiziata di omicidio (Black and White), regia di Yuri Zeltser (1999)
- 2012 - L'avvento del male (Megiddo: The Omega Code 2), regia di Brian Trenchard-Smith (2001)
- Prigione di vetro (The Glass House), regia di Daniel Sackheim (2001)
- Spy Game, regia di Tony Scott  (2001)
- Masked and Anonymous, regia di Larry Charles (2003)

### Televisione
- Khan – serie TV, episodio 1x02 (1975)
- Sulle strade della California (Police Story) – serie TV, episodi 2x14-2x15 (1975)
- Poliziotto di quartiere (The Blue Knight) – serie TV, episodio 2x07 (1976)
- Pepper Anderson - Agente speciale (Police Woman) – serie TV, episodio 3x24 (1977)
- Baretta – serie TV, episodio 3x22 (1977)
- La squadriglia delle pecore nere (Baa Baa Black Sheep) – serie TV, episodio 2x05 (1978)
- CHiPs – serie TV, episodio 6x03 (1982)
- T.J. Hooker – serie TV, episodio 2x11 (1982)
- New York New York (Cagney & Lacey) – serie TV, episodi 1x02-6x04 (1982, 1986)
- Trapper John (Trapper John, M.D.) – serie TV, episodi 5x21-7x14 (1984, 1986)
- Insiders (The Insiders) – serie TV, episodio 1x09 (1985)
- Hill Street giorno e notte (Hill Street Blues) – serie TV, episodio 6x09 (1985)
- Dynasty – serie TV, episodio 6x15 (1986)
- Hunter – serie TV, episodio 2x15 (1986)
- Alfred Hitchcock presenta (Alfred Hitchcock Presents) – serie TV, episodio 1x15 (1986)
- MacGyver – serie TV, episodio 2x04 (1986)
- I Colby (The Colbys) – serie TV, episodi 2x05-2x16 (1986-1987)
- Max Headroom – serie TV, episodio 1x03 (1987)
- Vietnam addio (Tour of Duty) – serie TV, episodio 2x07 (1989)
- Nasty Boys – serie TV, episodio 1x10 (1990)
- Hardball – serie TV, episodio 1x15 (1990)
- Un medico tra gli orsi (Northern Exposure) – serie TV, episodio 1x04 (1990)
- California (Knots Landing) – serie TV, episodio 13x09 (1991)
- Street Justice – serie TV, episodio 1x18 (1992)
- 2000 Malibu Road – serie TV, 3 episodi (1992)
- Blue Jeans (The Wonder Years) – serie TV, 3 episodi (1992)
- Babylon 5 – serie TV, episodio 1x07 (1994)
- Hawaii missione speciale (One West Waikiki) – serie TV, episodio 1x06 (1994)
- Sotto inchiesta (Under Suspicion) – serie TV, episodio 1x12 (1995)
- La signora in giallo (Murder, She Wrote) – serie TV, episodio 11x13 (1995)
- JAG - Avvocati in divisa (JAG) – serie TV, episodio 1x05 (1995)
- Maledetta fortuna (Strange Luck) – serie TV, episodio 1x09 (1995)
- Profit – serie TV, episodio Hero (1996)
- Nash Bridges – serie TV, episodio 2x11 (1996)
- Lois & Clark - Le nuove avventure di Superman (Lois & Clark: The New Adventures of Superman) – serie TV, episodio 4x16 (1997)
- Cinque in famiglia (Party of Five) – serie TV, episodio 3x24 (1997)
- Arli$$ – serie TV, episodio 2x06 (1997)
- Michael Hayes – serie TV, episodio 1x08 (1997)
- Brooklyn South – serie TV, episodio 1x12 (1998)
- Gli specialisti (Soldier of Fortune, Inc.) – serie TV, episodio 1x17 (1998)
- Spy Game – serie TV, episodio 1x07 (1998)
- Ultime dal cielo (Early Edition) – serie TV, episodio 3x22 (1999)
- V.I.P. – serie TV, episodio 2x09 (1999)
- Squadra Med - Il coraggio delle donne (Strong Medicine) – serie TV, episodio 1x02 (2000)
- Invisible Man (The Invisible Man) – serie TV, episodio 1x13 (2000)
- Robbery Homicide Division – serie TV, 13 episodi (2002-2003)
- Crossing Jordan – serie TV, episodio 2x18 (2003)
- Boomtown – serie TV, episodio 2x05 (2003)
- Las Vegas – serie TV, episodi 1x09-4x09 (2003, 2007)
- Arrested Development - Ti presento i miei (Arrested Development) – serie TV, 6 episodi (2004-2005)
- Unscripted – serie TV, episodio 1x10 (2005)
- Mrs. Harris, regia di Phyllis Nagy – film TV (2005)
- The Closer – serie TV, 109 episodi (2005-2012)
- Bones – serie TV, episodio 2x16 (2007)
- Major Crimes – serie TV, 105 episodi (2012-2018)
- Berlin Station – serie TV, 3 episodi (2016)
- Hawaii Five-0 – serie TV, episodio 7x23 (2017)
- The Good Fight – serie TV, episodio 2x12 (2018)
- The Resident – serie TV, 6 episodi (2018-in corso)
- MacGyver – serie TV,episodio 5x04 (2021)

## Doppiaggio
- Mr. Kim in Static Shock
- Jimmy Ho in The PJs
- Chinese agent in I Simpson

## Doppiatori italiani
Nelle versioni in italiano delle opere in cui ha recitato, Michael Paul Chan è stato doppiato da:
- Franco Mannella in The Closer, Major Crimes
- Angelo Nicotra in Runaway
- Massimo Lodolo in Maledetta fortuna
- Oreste Rizzini in Insider - Dietro la verità
- Francesco Pannofino in Spy Game
- Enzo Avolio in Robbery Homicide Division
- Pierluigi Astore in Mrs. Harris
- Sandro Iovino in Prigione di vetro
- Antonio Sanna in Hawaii Five-0
- Enrico Pallini in The Resident
- Daniele Valenti in MacGyver